# Super Maxi 100
Super Maxi 100 är enskrovs segelbåt avsedd i första hand för havskappsegling. Båten är 100 fot lång (30,5 m) och 6,5 m bred och kan bära segel med en total yta på 950 m². Masttoppen befinner sig 40 m ovanför vattenytan vilket är mer än den fria segelhöjden för Ölandsbron. Kölen sticker 4,5 m. LYS-tal 2,10.
En av dessa Super Maxi 100 är båten "Hyundai" som är ritad av segelbåtskonstruktören Ron Holland och byggd 1999 av Pendennisvarvet i Storbritannien. Båten väger 32 ton och storseglet har en segelyta på 250 kvadratmeter. I lätt vind kan en gennaker på 700 kvadratmeter sättas på förstaget. Båten får då en total segelyta på 950 kvadratmeter.
Under kappsegling har båten en besättning på 22 personer. Vid till exempel en gipp med gennakern måste minst 13 man jobba aktivt.
Båten har en grundkonstruktion som mindre lättplanande segeljollar som exempelvis båttypen Laser med ett brett bärande akterparti och typ centerbordköl och planar därför mycket lätt.
I hårda undanvindar med stor våghöjd ute på öppet hav kan båttypen komma upp i farter kring 30 knop genom att plana på vågorna i nedförsbackar.